# Gérard Devos
Pour les articles homonymes, voir Devos.
Gérard Devos, né à Lille le 28 février 1927 et mort le 22 décembre 2018 à Saran, est un chef d'orchestre et harpiste et compositeur français.

## Biographie
Gérard Devos naît dans une famille de musiciens : sa mère est harpiste à l'orchestre Philharmonique et à l'orchestre national. Il fréquente le Conservatoire national de musique à Paris et remporte des premiers prix de harpe, après avoir étudié avec Marcel Tournier (1947) ainsi que l'harmonie avec Jacques de la Presle (1949) et la fugue et contrepoint avec Noël Gallon (1950). Il obtient également un 2e prix de composition dans la classe de Tony Aubin (1952).
Il gagne d'abord le Premier prix de harpe du Concours international de Prague (1947) et le Premier prix de direction d'orchestre au Concours de Besançon (1956). Dès lors sa carrière de chef invité se développe.
De 1963 à 1992, il dirige la classe de harpe au Conservatoire national supérieur de musique de Paris et en 1986-1987, celle de la direction d'orchestre à l'École normale de musique de Paris. En 1970, il est nommé président et chef permanent de l'association des Concerts Pasdeloup à la succession d'Albert Wolff, poste qu'il conserve jusqu'en 1990.
Il compose, notamment, une Sinfonietta pour cordes, Deux Mouvements contrastés (CD Hybrid'Music - David Maillot, saxhorn et Géraldine Dutroncy, piano).

## Créations
- Henri Tomasi, Chant pour le Vietnam (1969)
- Henri Sauguet, symphonie no 4 (1971)